# Urbanato
Urbanato es el nombre dado por el movimiento tecnocrático a su propuesta de un tipo de ciudad con un ambiente vivo la cual remplazaría las ciudades de los hipotéticos proyectos supranacionales llamados tecnatos.

## Generalidades
Los urbanatos son arreglos de edificios, o quizá un edificio grande donde la gente vive y trabaja. Estos lugares tendrían todas las instalaciones necesarias para la vida comunitaria como son las escuelas, hospitales y centros de distribución (tiendas y almacenes), gestión de residuos y reciclaje, centros deportivos y áreas públicas como parques y jardines y además tendría un acceso fácil e inmediato al campo a su alrededor. El diseño preciso de un urbanato no se ha especificado debido a que este sería hecho por los arquitectos y los ingenieros del tecnato una vez este se esté construyendo.

## Diseño y beneficios propuestos
Los tecnócratas proponen que los edificios de los urbanatos sean tan eficientes en el uso de la energía como sea posible y teniendo en cuenta la seguridad, con materiales resistentes al fuego y a todos los desastres naturales. Se plantea que los urbanatos sean manufacturados y no construidos en la forma tradicional, usando componentes estandarizados y prefabricados los cuales serían producidos en fábricas automatizadas y transportados al sitio deseado para ser ensamblados en cualquier diseño con el mínimo uso de mano de obra.
Los urbanatos tienen que ser diseñados para dar a cada ciudadano el más alto estándar de vida posible dentro de la base sostenible de recursos. Esto sería posible, según los tecnócratas, mediante el uso de un sistema de contabilidad de energía basado en un concepto económico diferente al de mercado. Los diseños de los urbanatos podrían ser algo semejante a los balnearios tipo resort, con todo tipo de instalaciones para el disfrute del tiempo libre. En otras palabras, estas estructuras se construirían con un enfoque práctico y no comercial y hacia la protección de los recursos.
Llegar a un urbanato debe ser algo inherentemente fácil y eficiente, con instalaciones ubicadas a distancias caminables.
Los urbanatos serán conectados entre sí mediante sistemas de transporte continentales como trenes de alta velocidad, redes de canales y transporte aéreo. Estos medios de transporte a su vez enlazarán con los sitios industriales que consistirán en fábricas automatizadas, para el transporte de bienes de consumo a todas las áreas recreacionales del continente.

## Una alternativa a las ciudades
Los tecnócratas proponen que las ciudades viejas sean gradualmente recicladas para utilizar sus recursos, como acero, concreto, vidrio, plástico, etc., materiales que irían a hacer parte de los edificios de los urbanatos y otros proyectos, reduciendo así la necesidad de extraer y procesar materiales y como consecuencia disminuyendo el daño ambiental.
La razón dada para llevar a cabo esta reestructuración de la vida urbana es que las ciudades modernas son a menudo muy precariamente planeadas y construidas de manera aleatoria conllevando a ineficiencias y despilfarro, y además a muchos problemas ambientales y sociales. Los tecnócratas creen que en lugar de resolver los problemas dentro del marco de las ciudades existentes lo mejor es empezar con una nueva forma creativa de pensar para diseñar de forma más acorde con el ambiente y los recursos naturales.
Los urbanatos serían construidos en la ubicación óptima para su funcionamiento dentro del esquema de elementos del tecnato, de tal forma que se acople con el resto d la infraestructura del tecnato y de tal manera que los ciudadanos estén cerca de sus áreas de trabajo.
Los tecnócratas suponen que habrá grandes beneficios ambientales al reciclar las ciudades actuales y adoptar los urbanatos. Los urbanatos ocuparan un espacio físico menor que las ciudades y no habrá industrias y vehículos contaminantes. Los caminos y las autopistas con sus peligros ecológicos debido a los miles de kilómetros de concreto y asfalto estarán ausentes de este plan y será posible recuperar para la naturaleza los vastos terrenos que ocupan.